# Piet Ouderland
Pour les articles homonymes, voir Ouderland.
Pieter Ouderland, dit Piet Ouderland, né le 17 mars 1933, à Amsterdam et mort le 3 septembre 2017 dans la même ville, est un joueur de football et de basket-ball néerlandais. Il fait partie du Club van 100.

## Biographie

### Carrière dans le basket-ball
Il joue vingt fois pour l'équipe néerlandaise de basket-ball, dont à 18 ans les neuf matchs de son équipe lors du championnat d’Europe 1951.

### Carrière dans le football
En tant que footballeur, Piet Ouderland évolue au poste d'attaquant pour l'Ajax Amsterdam, l'AZ Alkmaar et l'équipe des Pays-Bas de football. 
Avec l'Ajax, il effectue au total 261 apparitions avec le club entre 1955 et 1964, devenant ainsi un membre du Club van 100. Il joue sept matches avec l'équipe nationale, en 1962 et 1963.
Il joue son premier match avec les Pays-Bas le 14 octobre 1962, contre la Belgique, et son dernier le 11 septembre 1963, face au Luxembourg. Cela fait de lui le premier Néerlandais à jouer pour les équipes nationales de basket-ball et de football.
Il remporte avec l'Ajax deux championnats des Pays-Bas (en 1957 et 1960), et une Coupe des Pays-Bas (en 1961).
Au sein des compétitions européennes, il dispute quatre matchs en Coupe d'Europe des clubs champions (trois buts), et deux en Coupe des coupes. Il est quart de finaliste de la Coupe d'Europe des clubs champions en 1958 avec l'Ajax. Il est à cette occasion l'auteur d'un doublé contre le club hongrois du Budapesti Vasas.

### Mort
Pieter Ouderland meurt le 3 septembre 2017 à l'âge de 84 ans.

## Statistiques
| Club  | Saison  | Compétition | Compétition | Coupe  | Coupe | International | International | Total  | Total |
| Club  | Saison  | Matchs      | Buts        | Matchs | Buts  | Matchs        | Buts          | Matchs | Buts  |
| ----- | ------- | ----------- | ----------- | ------ | ----- | ------------- | ------------- | ------ | ----- |
| Ajax  | 1955/56 | 27          | 6           | -      | -     | -             | -             | 27     | 6     |
| Ajax  | 1956/57 | 14          | 5           | 1      | 1     | -             | -             | 15     | 6     |
| Ajax  | 1957/58 | 21          | 3           | -      | -     | 4             | 3             | 25     | 6     |
| Ajax  | 1958/59 | 34          | 0           | 4      | 0     | -             | -             | 38     | 0     |
| Ajax  | 1959/60 | 3           | 0           | -      | -     | -             | -             | 3      | 0     |
| Ajax  | 1960/61 | 29          | 1           | 8      | 0     | 6             | 1             | 43     | 2     |
| Ajax  | 1961/62 | 33          | 3           | 2      | 0     | 0             | 0             | 35     | 3     |
| Ajax  | 1962/63 | 29          | 1           | 0      | 0     | 9             | 1             | 38     | 2     |
| Ajax  | 1963/64 | 30          | 1           | 5      | 0     | 2             | 0             | 37     | 1     |
| Total | Total   | 220         | 20          | 20     | 1     | 21            | 5             | 261    | 26    |